# Sint-Christoffelkerk (Luik)

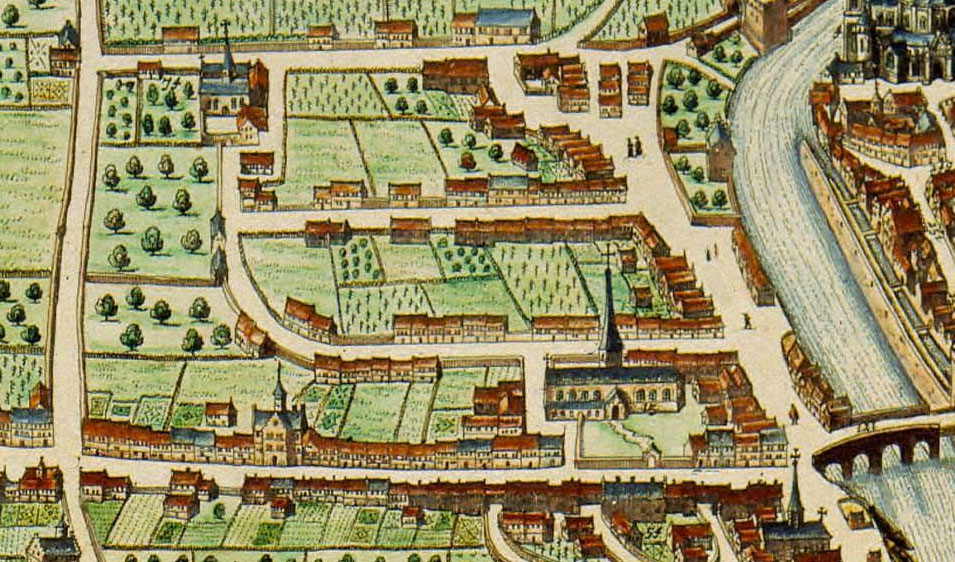
Sint-Christoffelbegijnhof, met kerk, in 1649

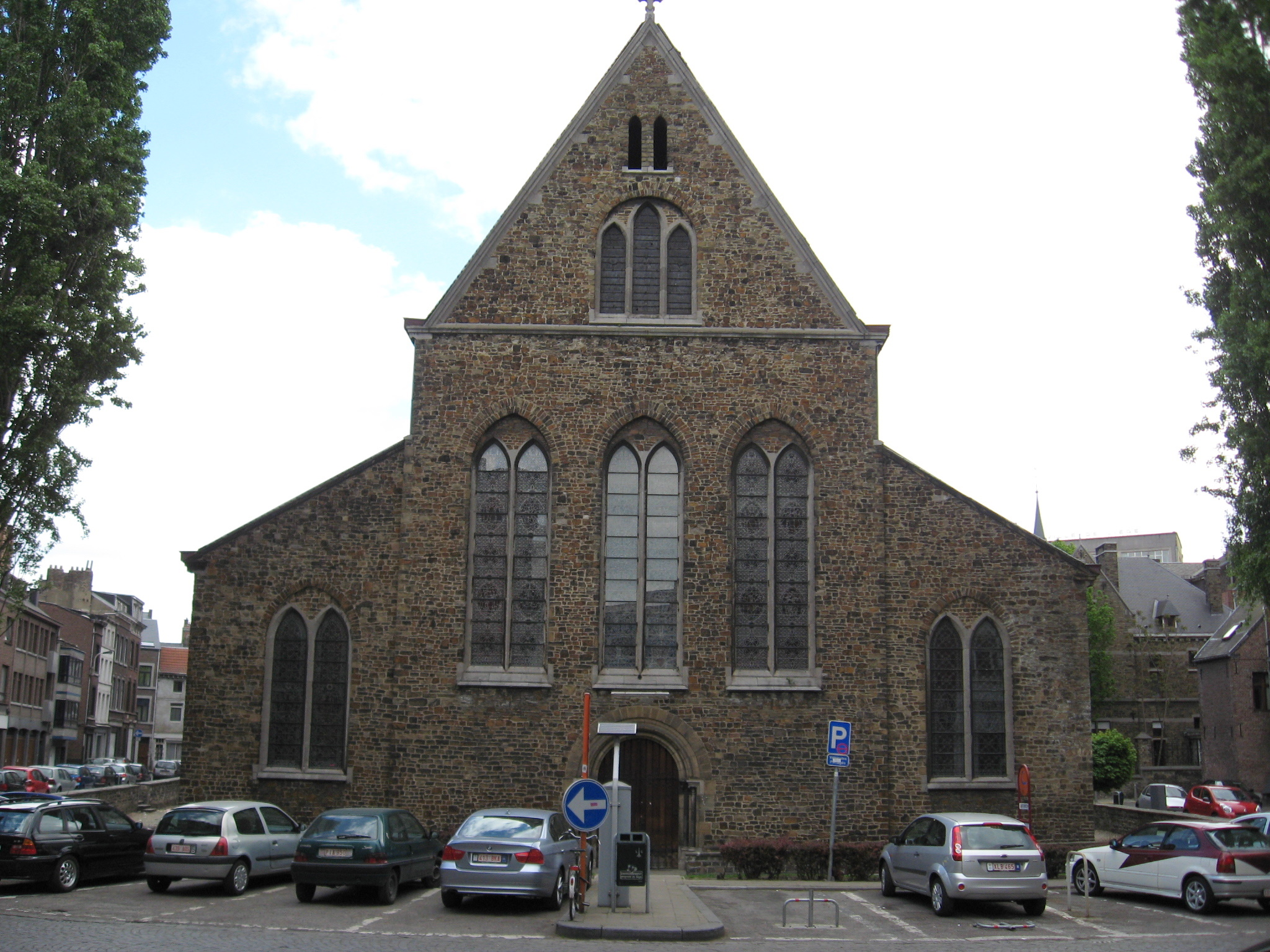
Sint-Christoffelkerk

De Sint-Christoffelkerk (Église Saint-Christophe) is een kerkgebouw in de Luikse wijk Saint-Gilles, gelegen aan het Place Saint-Christophe.

## Geschiedenis
De kerk werd vanaf 1240 gebouwd als parochiekerk en begijnhofkerk, namelijk voor het Sint-Christoffelbegijnhof (Béguinage de Saint-Christophe). Het sobere kerkgebouw, uitgevoerd in kolenzandsteen, toont een overgangsstijl tussen romaans en gotisch. In 1777 werd in het interieur stucwerk in rococostijl toegepast. Van 1885-1892 werd de kerk gerestaureerd onder architectuur van Auguste Van Assche in neogotische stijl. In 1936 werd de kerk geklasseerd als monument.
Het is een kruiskerk onder zadeldak, met eenvoudige vieringtoren. In het dakgebinte van de toren werd in 2025 een kanonskogel aangetroffen, die was afgevuurd door de troepen van Willem van Oranje tijdens hun kortstondige beleg van Luik in 1568. Dat gebeurde door de artillerie onder bevel van Jean de Hangest.